# Krstinja
Krstinja je naselje u Republici Hrvatskoj, u sastavu Općine Vojnić, Karlovačka županija. 

## Stanovništvo
Prema popisu stanovništva iz 2001. godine, naselje je imalo 99 stanovnika te 41 obiteljskih kućanstava.
| broj stanovnika | 225   | 299   | 328   | 371   | 389   | 413   | 387   | 400   | 306   | 337   | 313   | 226   | 177   | 166   | 99    | 82    | 35    |
|                 | 1857. | 1869. | 1880. | 1890. | 1900. | 1910. | 1921. | 1931. | 1948. | 1953. | 1961. | 1971. | 1981. | 1991. | 2001. | 2011. | 2021. |

## Povijest
Vlasi se u Krstinji spominju god. 1716.

## Sport
U naselju je od 1949. godine postojao nogometni klub Zadrugar